# Seznam písní Pink Floyd
Seznam písní Pink Floyd uvádí přehled všech oficiálně vydaných skladeb britské rockové skupiny Pink Floyd. Jedná se o soupis 194 písní, které oficiálně vyšly mezi lety 1967 a 2015 jak na standardních studiových albech, tak i na EP, singlech a v některých případech pouze na koncertních albech či kompilacích. Zařazeny jsou zde také dříve nevydané skladby, které byly později vydány jako bonusy v rozšířených reedicích alb.
Ve sloupci „Autor“ jsou zapsáni autoři jednotlivých písní tak, jak byli uvedeni na albech. Sloupec „Zpěv“ uvádí hlavního zpěváka dané skladby. Sloupec „Album/singl“ informuje o prvním albu, na kterém byla konkrétní píseň zařazena (v některých případech jde pouze o singly), přičemž rok vydání tohoto alba uvádí následující sloupec „Rok“. V posledním sloupci „Délka“ je uvedena délka původní verze skladby. Všechny údaje se vztahují k originálním variantám písní, není tak brán ohled na další varianty skladeb (upravené, zkrácené, prodloužené, koncertní), které mohly vyjít v dalších letech na koncertních nebo kompilačních albech.

## Seznam
| Název                                                                                       | Autor                                                               | Zpěv                                         | Album/singl                                              | Rok  | Délka |
| ------------------------------------------------------------------------------------------- | ------------------------------------------------------------------- | -------------------------------------------- | -------------------------------------------------------- | ---- | ----- |
| Absolutely Curtains                                                                         | Roger Waters, David Gilmour, Richard Wright, Nick Mason             | kmen Mapuga                                  | Obscured by Clouds                                       | 1972 | 05:52 |
| Alan's Psychedelic Breakfast                                                                | Roger Waters, Nick Mason, David Gilmour, Richard Wright             | instrumentální                               | Atom Heart Mother                                        | 1970 | 13:00 |
| Allons-y (1)                                                                                | David Gilmour                                                       | instrumentální                               | The Endless River                                        | 2014 | 01:57 |
| Allons-y (2)                                                                                | David Gilmour                                                       | instrumentální                               | The Endless River                                        | 2014 | 01:32 |
| Anisina                                                                                     | David Gilmour                                                       | instrumentální                               | The Endless River                                        | 2014 | 03:16 |
| Another Brick in the Wall Part 1                                                            | Roger Waters                                                        | Waters                                       | The Wall                                                 | 1979 | 03:21 |
| Another Brick in the Wall Part 2                                                            | Roger Waters                                                        | Gilmour, Waters, žáci Islington Green School | The Wall                                                 | 1979 | 03:59 |
| Another Brick in the Wall Part 3                                                            | Roger Waters                                                        | Waters                                       | The Wall                                                 | 1979 | 01:48 |
| Any Colour You Like                                                                         | David Gilmour, Nick Mason, Richard Wright                           | instrumentální                               | The Dark Side of the Moon                                | 1973 | 03:25 |
| Apples and Oranges                                                                          | Syd Barrett                                                         | Barrett                                      | singl „Apples and Oranges“ (strana A)                    | 1967 | 03:08 |
| Arnold Layne                                                                                | Syd Barrett                                                         | Barrett                                      | singl „Arnold Layne“ (strana A)                          | 1967 | 02:52 |
| Astronomy Domine                                                                            | Syd Barrett                                                         | Barrett, Wright                              | The Piper at the Gates of Dawn                           | 1967 | 04:12 |
| Atom Heart Mother                                                                           | Nick Mason, David Gilmour, Roger Waters, Richard Wright, Ron Geesin | instrumentální                               | Atom Heart Mother                                        | 1970 | 23:44 |
| Autumn '68                                                                                  | Richard Wright                                                      | instrumentální                               | The Endless River                                        | 2014 | 01:35 |
| Biding My Time                                                                              | Roger Waters                                                        | Waters                                       | Relics                                                   | 1971 | 05:18 |
| Bike                                                                                        | Syd Barrett                                                         | Barrett                                      | The Piper at the Gates of Dawn                           | 1967 | 03:21 |
| Brain Damage                                                                                | Roger Waters                                                        | Waters                                       | The Dark Side of the Moon                                | 1973 | 03:48 |
| Breathe                                                                                     | Roger Waters, David Gilmour, Richard Wright                         | Gilmour                                      | The Dark Side of the Moon                                | 1973 | 02:43 |
| Bring the Boys Back Home                                                                    | Roger Waters                                                        | Waters, soubor New York Opera                | The Wall                                                 | 1979 | 01:21 |
| Burning Bridges                                                                             | Richard Wright, Roger Waters                                        | Gilmour, Wright                              | Obscured by Clouds                                       | 1972 | 03:29 |
| Butterfly                                                                                   | Syd Barrett                                                         | Barrett                                      | 1965: Their First Recordings                             | 2015 | 02:59 |
| Calling                                                                                     | David Gilmour, Anthony Moore                                        | instrumentální                               | The Endless River                                        | 2014 | 03:37 |
| Candy and a Currant Bun                                                                     | Syd Barrett                                                         | Barrett                                      | singl „Arnold Layne“ (strana B)                          | 1967 | 02:38 |
| Careful with That Axe, Eugene                                                               | Roger Waters, Richard Wright, David Gilmour, Nick Mason             | instrumentální                               | singl „Point Me at the Sky“ (strana B)                   | 1968 | 05:45 |
| Chapter 24                                                                                  | Syd Barrett                                                         | Barrett                                      | The Piper at the Gates of Dawn                           | 1967 | 03:41 |
| Childhood's End                                                                             | David Gilmour                                                       | Gilmour                                      | Obscured by Clouds                                       | 1972 | 04:31 |
| Cirrus Minor                                                                                | Roger Waters                                                        | Gilmour                                      | Soundtrack from the Film More                            | 1969 | 05:18 |
| Cluster One                                                                                 | David Gilmour, Richard Wright                                       | instrumentální                               | The Division Bell                                        | 1994 | 05:58 |
| Come in Number 51, Your Time Is Up                                                          | Roger Waters, David Gilmour, Nick Mason, Richard Wright             | instrumentální                               | Zabriskie Point                                          | 1970 | 05:01 |
| Comfortably Numb                                                                            | David Gilmour, Roger Waters                                         | Waters, Gilmour                              | The Wall                                                 | 1979 | 06:23 |
| Coming Back to Life                                                                         | David Gilmour                                                       | Gilmour                                      | The Division Bell                                        | 1994 | 06:19 |
| Corporal Clegg                                                                              | Roger Waters                                                        | Gilmour, Mason, Wright                       | A Saucerful of Secrets                                   | 1968 | 04:12 |
| Country Song                                                                                | Roger Waters, David Gilmour, Nick Mason, Richard Wright             | Gilmour                                      | Zabriskie Point (bonus na reedici)                       | 1997 | 04:37 |
| Crumbling Land                                                                              | Roger Waters, David Gilmour, Nick Mason, Richard Wright             | Gilmour, Wright                              | Zabriskie Point                                          | 1970 | 04:16 |
| Crying Song                                                                                 | Roger Waters                                                        | Gilmour                                      | Soundtrack from the Film More                            | 1969 | 03:33 |
| Cymbaline                                                                                   | Roger Waters                                                        | Gilmour                                      | Soundtrack from the Film More                            | 1969 | 04:50 |
| Dogs                                                                                        | Roger Waters, David Gilmour                                         | Gilmour, Waters                              | Animals                                                  | 1977 | 17:03 |
| The Dogs of War                                                                             | David Gilmour, Anthony Moore                                        | Gilmour                                      | A Momentary Lapse of Reason                              | 1987 | 06:05 |
| Don't Leave Me Now                                                                          | Roger Waters                                                        | Waters                                       | The Wall                                                 | 1979 | 04:08 |
| Double O Bo                                                                                 | Syd Barrett                                                         | Barrett                                      | 1965: Their First Recordings                             | 2015 | 03:25 |
| Dramatic Theme                                                                              | Roger Waters, Richard Wright, David Gilmour, Nick Mason             | instrumentální                               | Soundtrack from the Film More                            | 1969 | 02:15 |
| Ebb and Flow                                                                                | David Gilmour, Richard Wright                                       | instrumentální                               | The Endless River                                        | 2014 | 01:55 |
| Echoes                                                                                      | Roger Waters, Richard Wright, Nick Mason, David Gilmour             | Gilmour, Wright                              | Meddle                                                   | 1971 | 23:29 |
| Eclipse                                                                                     | Roger Waters                                                        | Waters                                       | The Dark Side of the Moon                                | 1973 | 02:03 |
| Embryo                                                                                      | Roger Waters                                                        | Gilmour                                      | Picnic – A Breath of Fresh Air                           | 1970 | 04:39 |
| Empty Spaces                                                                                | Roger Waters                                                        | Waters                                       | The Wall                                                 | 1979 | 02:10 |
| Eyes to Pearls                                                                              | David Gilmour                                                       | instrumentální                               | The Endless River                                        | 2014 | 01:51 |
| Fat Old Sun                                                                                 | David Gilmour                                                       | Gilmour                                      | Atom Heart Mother                                        | 1970 | 05:22 |
| Fearless                                                                                    | Roger Waters, David Gilmour                                         | Gilmour                                      | Meddle                                                   | 1971 | 06:08 |
| The Final Cut                                                                               | Roger Waters                                                        | Waters                                       | The Final Cut                                            | 1983 | 04:46 |
| Flaming                                                                                     | Syd Barrett                                                         | Barrett                                      | The Piper at the Gates of Dawn                           | 1967 | 02:46 |
| The Fletcher Memorial Home                                                                  | Roger Waters                                                        | Waters                                       | The Final Cut                                            | 1983 | 04:11 |
| Free Four                                                                                   | Roger Waters                                                        | Waters                                       | Obscured by Clouds                                       | 1972 | 04:15 |
| Get Your Filthy Hands Off My Desert                                                         | Roger Waters                                                        | Waters                                       | The Final Cut                                            | 1983 | 01:19 |
| The Gnome                                                                                   | Syd Barrett                                                         | Barrett                                      | The Piper at the Gates of Dawn                           | 1967 | 02:13 |
| The Gold It's in the…                                                                       | Roger Waters, David Gilmour                                         | Gilmour                                      | Obscured by Clouds                                       | 1972 | 03:07 |
| Goodbye Blue Sky                                                                            | Roger Waters                                                        | Gilmour                                      | The Wall                                                 | 1979 | 02:45 |
| Goodbye Cruel World                                                                         | Roger Waters                                                        | Waters                                       | The Wall                                                 | 1979 | 00:48 |
| The Grand Vizier's Garden Party (Parts 1–3)                                                 | Nick Mason                                                          | instrumentální                               | Ummagumma                                                | 1969 | 08:46 |
| Grantchester Meadows                                                                        | Roger Waters                                                        | Waters                                       | Ummagumma                                                | 1969 | 07:26 |
| A Great Day for Freedom                                                                     | David Gilmour, Polly Samson                                         | Gilmour                                      | The Division Bell                                        | 1994 | 04:17 |
| The Great Gig in the Sky                                                                    | Richard Wright, Clare Torry                                         | Torry                                        | The Dark Side of the Moon                                | 1973 | 04:36 |
| Green Is the Colour                                                                         | Roger Waters                                                        | Gilmour                                      | Soundtrack from the Film More                            | 1969 | 02:58 |
| The Gunner's Dream                                                                          | Roger Waters                                                        | Waters                                       | The Final Cut                                            | 1983 | 05:07 |
| The Happiest Days of Our Lives                                                              | Roger Waters                                                        | Waters                                       | The Wall                                                 | 1979 | 01:46 |
| The Hard Way                                                                                | Roger Waters, Richard Wright, Nick Mason, David Gilmour             | instrumentální                               | The Dark Side of the Moon (bonus na reedici)             | 2011 | 03:10 |
| Have a Cigar                                                                                | Roger Waters                                                        | Harper                                       | Wish You Were Here                                       | 1975 | 05:08 |
| Heart Beat, Pig Meat                                                                        | Roger Waters, David Gilmour, Nick Mason, Richard Wright             | instrumentální                               | Zabriskie Point                                          | 1970 | 03:12 |
| The Hero's Return                                                                           | Roger Waters                                                        | Waters                                       | The Final Cut                                            | 1983 | 02:43 |
| Hey You                                                                                     | Roger Waters                                                        | Gilmour, Waters                              | The Wall                                                 | 1979 | 04:40 |
| High Hopes                                                                                  | David Gilmour, Polly Samson                                         | Gilmour                                      | The Division Bell                                        | 1994 | 08:31 |
| I'm a King Bee                                                                              | Syd Barrett                                                         | Barrett                                      | 1965: Their First Recordings                             | 2015 | 03:07 |
| Ibiza Bar                                                                                   | Roger Waters, Richard Wright, David Gilmour, Nick Mason             | Gilmour                                      | Soundtrack from the Film More                            | 1969 | 03:19 |
| If                                                                                          | Roger Waters                                                        | Waters                                       | Atom Heart Mother                                        | 1970 | 04:31 |
| In the Flesh                                                                                | Roger Waters                                                        | Waters                                       | The Wall                                                 | 1979 | 04:15 |
| In the Flesh?                                                                               | Roger Waters                                                        | Waters                                       | The Wall                                                 | 1979 | 03:16 |
| Interstellar Overdrive                                                                      | Syd Barrett, Roger Waters, Richard Wright, Nick Mason               | instrumentální                               | The Piper at the Gates of Dawn                           | 1967 | 09:41 |
| Is There Anybody Out There?                                                                 | Roger Waters                                                        | Waters                                       | The Wall                                                 | 1979 | 02:44 |
| It's What We Do                                                                             | David Gilmour, Richard Wright                                       | instrumentální                               | The Endless River                                        | 2014 | 06:17 |
| It Would Be So Nice                                                                         | Richard Wright                                                      | Wright                                       | singl „It Would Be So Nice“ (strana A)                   | 1968 | 03:47 |
| Jugband Blues                                                                               | Syd Barrett                                                         | Barrett                                      | A Saucerful of Secrets                                   | 1968 | 03:01 |
| Julia Dream                                                                                 | Roger Waters                                                        | Gilmour                                      | singl „It Would Be So Nice“ (strana B)                   | 1968 | 02:37 |
| Keep Talking                                                                                | David Gilmour, Richard Wright, Polly Samson                         | Gilmour                                      | The Division Bell                                        | 1994 | 06:11 |
| The Last Few Bricks                                                                         | Roger Waters, David Gilmour                                         | instrumentální                               | Is There Anybody Out There? The Wall Live 1980–81        | 2000 | 03:26 |
| Learning to Fly                                                                             | David Gilmour, Anthony Moore, Bob Ezrin, Jon Carin                  | Gilmour                                      | A Momentary Lapse of Reason                              | 1987 | 04:53 |
| Let There Be More Light                                                                     | Roger Waters                                                        | Wright, Waters, Gilmour                      | A Saucerful of Secrets                                   | 1968 | 05:39 |
| The Lost Art of Conversation                                                                | Richard Wright                                                      | instrumentální                               | The Endless River                                        | 2014 | 01:43 |
| Lost for Words                                                                              | David Gilmour, Polly Samson                                         | Gilmour                                      | The Division Bell                                        | 1994 | 05:14 |
| Louder than Words                                                                           | David Gilmour, Polly Samson                                         | Gilmour                                      | The Endless River                                        | 2014 | 06:36 |
| Love Scene (Version 4)                                                                      | Roger Waters, David Gilmour, Nick Mason, Richard Wright             | instrumentální                               | Zabriskie Point (bonus na reedici)                       | 1997 | 06:45 |
| Love Scene (Version 6)                                                                      | Roger Waters, David Gilmour, Nick Mason, Richard Wright             | instrumentální                               | Zabriskie Point (bonus na reedici)                       | 1997 | 07:26 |
| Lucifer Sam                                                                                 | Syd Barrett                                                         | Barrett                                      | The Piper at the Gates of Dawn                           | 1967 | 03:07 |
| Lucy Leave                                                                                  | Syd Barrett                                                         | Barrett                                      | 1965: Their First Recordings                             | 2015 | 02:53 |
| Main Theme                                                                                  | Roger Waters, Richard Wright, David Gilmour, Nick Mason             | instrumentální                               | Soundtrack from the Film More                            | 1969 | 05:27 |
| Marooned                                                                                    | David Gilmour, Richard Wright                                       | instrumentální                               | The Division Bell                                        | 1994 | 05:29 |
| Matilda Mother                                                                              | Syd Barrett                                                         | Wright, Barrett                              | The Piper at the Gates of Dawn                           | 1967 | 03:08 |
| Money                                                                                       | Roger Waters                                                        | Gilmour                                      | The Dark Side of the Moon                                | 1973 | 06:22 |
| More Blues                                                                                  | Roger Waters, Richard Wright, David Gilmour, Nick Mason             | instrumentální                               | Soundtrack from the Film More                            | 1969 | 02:12 |
| The Mortality Sequence                                                                      | Roger Waters, Richard Wright, Nick Mason, David Gilmour             | instrumentální                               | The Dark Side of the Moon (bonus na reedici)             | 2011 | 03:24 |
| Mother                                                                                      | Roger Waters                                                        | Waters, Gilmour                              | The Wall                                                 | 1979 | 05:32 |
| Mudmen                                                                                      | Richard Wright, David Gilmour                                       | instrumentální                               | Obscured by Clouds                                       | 1972 | 04:20 |
| The Narrow Way (Parts 1–3)                                                                  | David Gilmour                                                       | Gilmour                                      | Ummagumma                                                | 1969 | 12:17 |
| Nervana                                                                                     | David Gilmour                                                       | instrumentální                               | The Endless River (bonus na deluxe edici)                | 2014 | 05:30 |
| A New Machine Part 1                                                                        | David Gilmour                                                       | Gilmour                                      | A Momentary Lapse of Reason                              | 1987 | 01:46 |
| A New Machine Part 2                                                                        | David Gilmour                                                       | Gilmour                                      | A Momentary Lapse of Reason                              | 1987 | 00:38 |
| Nick's Boogie                                                                               | Syd Barrett, Roger Waters, Richard Wright, Nick Mason               | instrumentální                               | Tonite Let's All Make Love in London (rozšířená reedice) | 1990 | 11:50 |
| Night Light                                                                                 | David Gilmour, Richard Wright                                       | instrumentální                               | The Endless River                                        | 2014 | 01:42 |
| The Nile Song                                                                               | Roger Waters                                                        | Gilmour                                      | Soundtrack from the Film More                            | 1969 | 03:26 |
| Nobody Home                                                                                 | Roger Waters                                                        | Waters                                       | The Wall                                                 | 1979 | 03:26 |
| Not Now John                                                                                | Roger Waters                                                        | Gilmour, Waters                              | The Final Cut                                            | 1983 | 05:01 |
| Obscured by Clouds                                                                          | Roger Waters, David Gilmour                                         | instrumentální                               | Obscured by Clouds                                       | 1972 | 03:03 |
| On Noodle Street                                                                            | David Gilmour, Richard Wright                                       | instrumentální                               | The Endless River                                        | 2014 | 01:42 |
| On the Run                                                                                  | David Gilmour, Roger Waters                                         | instrumentální                               | The Dark Side of the Moon                                | 1973 | 03:35 |
| On the Turning Away                                                                         | David Gilmour, Anthony Moore                                        | Gilmour                                      | A Momentary Lapse of Reason                              | 1987 | 05:42 |
| One of My Turns                                                                             | Roger Waters                                                        | Waters                                       | The Wall                                                 | 1979 | 03:41 |
| One of the Few                                                                              | Roger Waters                                                        | Waters                                       | The Final Cut                                            | 1983 | 01:23 |
| One of These Days                                                                           | Roger Waters, Richard Wright, Nick Mason, David Gilmour             | instrumentální                               | Meddle                                                   | 1971 | 05:57 |
| One Slip                                                                                    | David Gilmour, Phil Manzanera                                       | Gilmour                                      | A Momentary Lapse of Reason                              | 1987 | 05:10 |
| Outside the Wall                                                                            | Roger Waters                                                        | Waters                                       | The Wall                                                 | 1979 | 01:41 |
| Paint Box                                                                                   | Richard Wright                                                      | Wright                                       | singl „Apples and Oranges“ (strana B)                    | 1967 | 03:33 |
| Paranoid Eyes                                                                               | Roger Waters                                                        | Waters                                       | The Final Cut                                            | 1983 | 03:40 |
| Party Sequence                                                                              | Roger Waters, Richard Wright, David Gilmour, Nick Mason             | instrumentální                               | Soundtrack from the Film More                            | 1969 | 01:07 |
| Pigs (Three Different Ones)                                                                 | Roger Waters                                                        | Waters                                       | Animals                                                  | 1977 | 11:25 |
| Pigs on the Wing 1                                                                          | Roger Waters                                                        | Waters                                       | Animals                                                  | 1977 | 01:25 |
| Pigs on the Wing 2                                                                          | Roger Waters                                                        | Waters                                       | Animals                                                  | 1977 | 01:23 |
| A Pillow of Winds                                                                           | Roger Waters, David Gilmour                                         | Gilmour                                      | Meddle                                                   | 1971 | 05:10 |
| Point Me at the Sky                                                                         | Roger Waters, David Gilmour                                         | Gilmour, Waters                              | singl „Point Me at the Sky“ (strana A)                   | 1968 | 03:35 |
| Poles Apart                                                                                 | David Gilmour, Polly Samson, Nick Laird-Clowes                      | Gilmour                                      | The Division Bell                                        | 1994 | 07:04 |
| The Post War Dream                                                                          | Roger Waters                                                        | Waters                                       | The Final Cut                                            | 1983 | 03:02 |
| Pow R. Toc H.                                                                               | Syd Barrett, Roger Waters, Richard Wright, Nick Mason               | instrumentální                               | The Piper at the Gates of Dawn                           | 1967 | 04:26 |
| Quicksilver                                                                                 | Roger Waters, Richard Wright, David Gilmour, Nick Mason             | instrumentální                               | Soundtrack from the Film More                            | 1969 | 07:13 |
| Raving and Drooling                                                                         | Roger Waters                                                        | Waters                                       | Wish You Were Here (bonus na reedici)                    | 2011 | 12:35 |
| Remember a Day                                                                              | Richard Wright                                                      | Wright                                       | A Saucerful of Secrets                                   | 1968 | 04:33 |
| Remember Me                                                                                 | Syd Barrett                                                         | Barrett                                      | 1965: Their First Recordings                             | 2015 | 02:45 |
| Round and Around                                                                            | David Gilmour                                                       | instrumentální                               | A Momentary Lapse of Reason                              | 1987 | 01:15 |
| Run Like Hell                                                                               | David Gilmour, Roger Waters                                         | Waters, Gilmour                              | The Wall                                                 | 1979 | 04:20 |
| San Tropez                                                                                  | Roger Waters                                                        | Waters                                       | Meddle                                                   | 1971 | 03:43 |
| A Saucerful of Secrets                                                                      | Roger Waters, Richard Wright, Nick Mason, David Gilmour             | instrumentální                               | A Saucerful of Secrets                                   | 1968 | 11:52 |
| The Scarecrow                                                                               | Syd Barrett                                                         | Barrett                                      | The Piper at the Gates of Dawn                           | 1967 | 02:11 |
| Seamus                                                                                      | Roger Waters, Richard Wright, Nick Mason, David Gilmour             | Gilmour                                      | Meddle                                                   | 1971 | 02:15 |
| See Emily Play                                                                              | Syd Barrett                                                         | Barrett                                      | singl „See Emily Play“ (strana A)                        | 1967 | 02:53 |
| See-Saw                                                                                     | Richard Wright                                                      | Wright                                       | A Saucerful of Secrets                                   | 1968 | 04:36 |
| Set the Controls for the Heart of the Sun                                                   | Roger Waters                                                        | Waters                                       | A Saucerful of Secrets                                   | 1968 | 05:27 |
| Several Species of Small Furry Animals Gathered Together in a Cave and Grooving with a Pict | Roger Waters                                                        | instrumentální                               | Ummagumma                                                | 1969 | 04:59 |
| Sheep                                                                                       | Roger Waters                                                        | Waters                                       | Animals                                                  | 1977 | 10:25 |
| Shine On You Crazy Diamond (Parts 1–5)                                                      | Roger Waters, David Gilmour, Richard Wright                         | Waters                                       | Wish You Were Here                                       | 1975 | 13:38 |
| Shine On You Crazy Diamond (Parts 6–9)                                                      | Roger Waters, David Gilmour, Richard Wright                         | Waters                                       | Wish You Were Here                                       | 1975 | 12:29 |
| The Show Must Go On                                                                         | Roger Waters                                                        | Gilmour                                      | The Wall                                                 | 1979 | 01:36 |
| Signs of Life                                                                               | David Gilmour, Bob Ezrin                                            | instrumentální                               | A Momentary Lapse of Reason                              | 1987 | 04:24 |
| Skins                                                                                       | David Gilmour, Nick Mason, Richard Wright                           | instrumentální                               | The Endless River                                        | 2014 | 02:37 |
| Sorrow                                                                                      | David Gilmour                                                       | Gilmour                                      | A Momentary Lapse of Reason                              | 1987 | 08:46 |
| Soundscape                                                                                  | David Gilmour, Richard Wright, Nick Mason                           | instrumentální                               | Pulse                                                    | 1995 | 22:00 |
| Southampton Dock                                                                            | Roger Waters                                                        | Waters                                       | The Final Cut                                            | 1983 | 02:13 |
| A Spanish Piece                                                                             | David Gilmour                                                       | instrumentální                               | Soundtrack from the Film More                            | 1969 | 01:05 |
| Speak to Me                                                                                 | Nick Mason                                                          | instrumentální                               | The Dark Side of the Moon                                | 1973 | 01:30 |
| Stay                                                                                        | Richard Wright, Roger Waters                                        | Wright                                       | Obscured by Clouds                                       | 1972 | 04:05 |
| Stop                                                                                        | Roger Waters                                                        | Waters                                       | The Wall                                                 | 1979 | 00:30 |
| Sum                                                                                         | David Gilmour, Nick Mason, Richard Wright                           | instrumentální                               | The Endless River                                        | 2014 | 04:48 |
| Summer '68                                                                                  | Richard Wright                                                      | Wright                                       | Atom Heart Mother                                        | 1970 | 05:29 |
| Surfacing                                                                                   | David Gilmour                                                       | instrumentální                               | The Endless River                                        | 2014 | 02:46 |
| Sysyphus (Parts 1–4)                                                                        | Richard Wright                                                      | instrumentální                               | Ummagumma                                                | 1969 | 13:28 |
| Take It Back                                                                                | David Gilmour, Bob Ezrin, Polly Samson, Nick Laird-Clowes           | Gilmour                                      | The Division Bell                                        | 1994 | 06:12 |
| Take Up Thy Stethoscope and Walk                                                            | Roger Waters                                                        | Waters                                       | The Piper at the Gates of Dawn                           | 1967 | 03:05 |
| Talkin' Hawkin'                                                                             | David Gilmour, Richard Wright                                       | instrumentální                               | The Endless River                                        | 2014 | 03:29 |
| TBS9                                                                                        | David Gilmour, Richard Wright                                       | instrumentální                               | The Endless River (bonus na deluxe edici)                | 2014 | 02:27 |
| TBS14                                                                                       | David Gilmour, Richard Wright                                       | instrumentální                               | The Endless River (bonus na deluxe edici)                | 2014 | 04:11 |
| Terminal Frost                                                                              | David Gilmour                                                       | instrumentální                               | A Momentary Lapse of Reason                              | 1987 | 06:17 |
| The Thin Ice                                                                                | Roger Waters                                                        | Gilmour, Waters                              | The Wall                                                 | 1979 | 02:27 |
| Things Left Unsaid                                                                          | David Gilmour, Richard Wright                                       | instrumentální                               | The Endless River                                        | 2014 | 04:26 |
| Time                                                                                        | Nick Mason, Roger Waters, Richard Wright, David Gilmour             | Gilmour, Wright                              | The Dark Side of the Moon                                | 1973 | 07:01 |
| The Travel Sequence                                                                         | Roger Waters, Richard Wright, Nick Mason, David Gilmour             | instrumentální                               | The Dark Side of the Moon (bonus na reedici)             | 2011 | 02:21 |
| The Trial                                                                                   | Roger Waters, Bob Ezrin                                             | Waters                                       | The Wall                                                 | 1979 | 05:13 |
| Two Suns in the Sunset                                                                      | Roger Waters                                                        | Waters                                       | The Final Cut                                            | 1983 | 05:14 |
| Unknown Song                                                                                | Roger Waters, David Gilmour, Nick Mason, Richard Wright             | instrumentální                               | Zabriskie Point (bonus na reedici)                       | 1997 | 06:01 |
| Unsung                                                                                      | Richard Wright                                                      | instrumentální                               | The Endless River                                        | 2014 | 01:07 |
| Untitled                                                                                    | Richard Wright                                                      | instrumentální                               | The Endless River (bonus na deluxe edici)                | 2014 | 01:20 |
| Up the Khyber                                                                               | Nick Mason, Richard Wright                                          | instrumentální                               | Soundtrack from the Film More                            | 1969 | 02:12 |
| Us and Them                                                                                 | Roger Waters, Richard Wright                                        | Gilmour, Wright                              | The Dark Side of the Moon                                | 1973 | 07:46 |
| Vera                                                                                        | Roger Waters                                                        | Waters                                       | The Wall                                                 | 1979 | 01:35 |
| Waiting for the Worms                                                                       | Roger Waters                                                        | Waters, Gilmour                              | The Wall                                                 | 1979 | 03:56 |
| Walk with Me Sydney                                                                         | Roger Waters                                                        | Barrett, Waters, Gale                        | 1965: Their First Recordings                             | 2015 | 03:11 |
| Wearing the Inside Out                                                                      | Richard Wright, Anthony Moore                                       | Wright, Gilmour                              | The Division Bell                                        | 1994 | 06:49 |
| Welcome to the Machine                                                                      | Roger Waters                                                        | Gilmour                                      | Wish You Were Here                                       | 1975 | 07:30 |
| What Do You Want from Me                                                                    | David Gilmour, Richard Wright, Polly Samson                         | Gilmour                                      | The Division Bell                                        | 1994 | 04:21 |
| What Shall We Do Now?                                                                       | Roger Waters                                                        | Waters                                       | Is There Anybody Out There? The Wall Live 1980–81        | 2000 | 01:40 |
| When You're In                                                                              | Roger Waters, David Gilmour, Nick Mason, Richard Wright             | instrumentální                               | Obscured by Clouds                                       | 1972 | 02:30 |
| When the Tigers Broke Free                                                                  | Roger Waters                                                        | Waters                                       | singl „When the Tigers Broke Free“ (strana A)            | 1982 | 02:55 |
| Wine Glasses                                                                                | Roger Waters, David Gilmour, Richard Wright                         | instrumentální                               | Wish You Were Here (bonus na reedici)                    | 2011 | 02:12 |
| Wish You Were Here                                                                          | Roger Waters, David Gilmour                                         | Gilmour                                      | Wish You Were Here                                       | 1975 | 05:40 |
| Wot’s… Uh the Deal?                                                                         | Roger Waters, David Gilmour                                         | Gilmour                                      | Obscured by Clouds                                       | 1972 | 05:08 |
| Yet Another Movie                                                                           | David Gilmour, Patrick Leonard                                      | Gilmour                                      | A Momentary Lapse of Reason                              | 1987 | 06:13 |
| You've Got to Be Crazy                                                                      | Roger Waters, David Gilmour                                         | Gilmour, Waters                              | Wish You Were Here (bonus na reedici)                    | 2011 | 18:09 |
| Young Lust                                                                                  | Roger Waters, David Gilmour                                         | Gilmour                                      | The Wall                                                 | 1979 | 03:30 |
| Your Possible Pasts                                                                         | Roger Waters                                                        | Waters                                       | The Final Cut                                            | 1983 | 04:26 |

## Filmová hudba
Pink Floyd nahráli také další skladby, které se objevily ve filmech, avšak které nebyly oficiálně vydány ve formě zvukové nahrávky.
- 1968 – Hudbu ve filmu The Committee tvoří bezejmenné instrumentální improvizovace Pink Floyd.[1]
- 1969 – Ve filmu More zazní také skladby „Hollywood“ a „Seabirds“, které nebyly zařazeny na soundtrackové album Soundtrack from the Film More.[1]
- 1972 – Ve filmu La Vallée zazní rovněž nepojmenovaná instrumentální skladba, která nebyla zařazena na soundtrackové album Obscured by Clouds.[2]
- 1972 – Součástí koncertního filmu Pink Floyd v Pompejích je také skladba „Mademoiselle Nobs“, což je upravená verze písně „Seamus“ z alba Meddle.[3]
- 1992 – V dokumentárním filmu La Carrera Panamericana jsou obsaženy také nové skladby nahrané skupinou pro tento snímek: „Country Theme“, „Small Theme“, „Big Theme“, „Carrera Slow Blues“, „Mexico '78“ a „Pan Am Shuffle“.[4]